# Ponte Ambassador

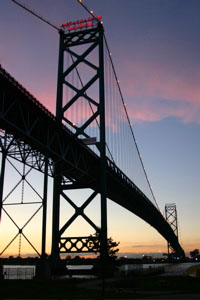
Ambassador Bridge

A Ambassador Bridge é uma ponte pênsil que liga a cidade de Detroit (no estado americano de Michigan) com a cidade de Windsor (na província canadende de Ontário).
Localizada sobre a Rio Detroit, a extensão total da ponte é de 2.300 metros de comprimento com quatro pistas de rolamentos individuais.
Sua construção foi iniciada em agosto de 1927 e concluída em novembro de 1929 sob a responsabilidade da empresa McClintic-Marshall Company da cidade de Pittsburgh. Até o ano de 1931 a Ambassador Bridge ostentou a marca da maior ponte suspensa do mundo, em seu vão central, perdendo esta posição para a George Washington Bridge, quando esta foi inaugurada.